# Eosentomon murphyi
Eosentomon murphyi är en urinsektsart som beskrevs av Imadaté 1965. Eosentomon murphyi ingår i släktet Eosentomon och familjen trakétrevfotingar. Inga underarter finns listade i Catalogue of Life.